# Comuna Novi Golubovec, Krapina-Zagorje
Novi Golubovec este o comună în cantonul Krapina-Zagorje, Croația, având o populație de 996 de locuitori (2011).

## Demografie
Componența etnică a comunei Novi Golubovec
     Croați (99,6%)
     Necunoscut (0%)
     Neclasificat (0,3%)
Componența confesională a comunei Novi Golubovec
     Catolici (99,3%)
     Necunoscută (0,4%)
     Alte religii (0,3%)
Conform recensământului din 2011, comuna Novi Golubovec avea 996 de locuitori. Din punct de vedere etnic, majoritatea locuitorilor (99,6%) erau croați. Din punct de vedere confesional, majoritatea locuitorilor (99,3%) erau catolici. Pentru 0,4% din locuitori nu este cunoscută apartenența confesională.